# Полиомијелитис
Полиомијелитис или дечја парализа, често скраћено полио (лат. Poliomyelitis (epidemica anterior acuta), од грч. πολιομυελίτις у значењу „упала сиве мождине“) је акутна инфективна болест коју изазива полиовирус. Веома је заразна и преноси се орално-фекалним путем.
У 90-95% случајева зараза не изазива никакве симптоме, док у 3% случајева вирус продире у централни нервни систем. Ту изазива асептични менингитис, и у 0,1-0,5% случајева уништава моторне неуроне и доводи до слабости мишића и парализе. Половина оних који доживе парализу кроз месец дана (максимално 6 до 8 месеци) доживи повраћај функције, а четвртина делимично поврати парализоване функције. Могући су смртни случајеви када парализа онемогући нормално дисање и гутање. Неки од ових пацијената се могу спасти апаратима за вештачко дисање, који се примењују до опоравка функције или доживотно.
Три основна типа полиомијелитиса су: спинални (79%), булбарни (2%) и спинално-булбарни (19%). Спинални полио изазива слабост или парализу једног или два уда, при чему чулни осећај остаје очуван. Булбарни полио утиче на дисање, говор и гутање. Спинално-булбарни полио је комбинација ове две варијанте. Полиомијелитис нарочито напада децу у узрасту 3 до 8 година (отуда назив „дечја парализа“). Прогноза болести код одраслих је доста гора. Полиомијелитис је хиљадама година постојао као ендемска болест и није привлачио много пажње до 1880-их када су у Европи, а затим и Северној Америци, избиле епидемије.
Болест се може спречити помоћу полио вакцине; међутим, више доза је потребно да би вакцина била ефективна. Центар за контролу и превенцију болести из САД препоручује обнављање полио вакцинације за путнике и оне који живе у земљама где се болест јавља. Након што је особа заражена нема специфичног третмана. Године 2016. су забележене 42 особе заражене полиом, док је 1988. било преко 350.000 случајева. Године 2014. се болест ширила једино међу људима у Авганистану, Нигерији, и Пакистану. Године 2015. Нигерија је зауставила ширење дивљег полиовируса, али је дошло до поновне појаве 2016. године.
Полиомијелитис је постојао хиљадама година. Прикази болести су присутни у античкој уметности. Болест је први препознао као засебно обољење Мајкл Андервуд 1789. године и вирус који је узрокује је први идентификовао 1908. Карл Ландштајнер. Знатне епидемије су почеле да се јављају у касном 19. веку у Европи и Сједињеним Државама. У 20. веку ова болест је постала једна од најзабрињавајућих дечијих болести у тим областима. Прву полио вакцину је развио током 1950-их Џонас Солк. Очекује се да ће напори на вакцинацији и раној детекцији случајева довести до глобалне ерадикације болести до 2018.

## Знаци и симптоми
| Исход                              | Пропорција случајеве       |
| ---------------------------------- | -------------------------- |
| Без симптома                       | 72%                        |
| Мања болест                        | 24%                        |
| Непаралитички асептички менингитис | 1–5%                       |
| Паралитички полиомијелитис         | 0.1–0.5%                   |
| — Кичмени полио                    | 79% паралитичких случајева |
| — Булбокичмени полио               | 19% паралитичких случајева |
| — Булбар полио                     | 2% паралитичких случајева  |

Термин „полиомијелитис” се користи за болест коју узрокује било који од три серотипа полиовируса. Два основна обрасца полио инфекције су описана: мања болест која не обухвата централни нервни систем (ЦНС), која се понекад назива абортивним полиомијелитисом, и озбиљна болест која обухвата ЦНС, која може да буде паралитичка или непаралитичка. Код већине људи са нормалним имунским системом, полиовирусна инфекција је асимптоматска. У ретким случајевима, инфекција производи мање симптоме; они могу да обухватају инфекције горњег респираторног тракта (запаљење грла и грозницу), гастроинтестиналне поремећаје (мучнину, повраћање, бол у трбуху, констипацију или, ретко, дијареју), и акутну респираторну инфекцију.
Вирус улази у централни нервни систем у око 1 проценат инфекција. Већина пацијената са ЦНС учешћем развијају непаралитички асептични менингитис, са симптомима главобоље, бола у врату, леђима, стомаку и екстремитетима, грознице, повраћања, летаргије, и иритабилности. Око једног до пет у 1000 случајева напредује до паралитичке болести, у којој мишићи постају веома слаби, млитави и слабо контролисани, и, коначно, комплетно парализовани; то стање је познато као акутна флакцидна парализа. У зависности од места парализе, паралитички полиомијелитис се класификује као мождани, булбарни, или булбокичмени. Енцефалитис, инфекција самог можданог ткива, се може јавити у ретким случајевима, и обично је ограничен на дојенчад. Он је карактерисан конфузијом, променама менталног статуса, главобољом, грозницом, и, ређе, епилептичким нападима и спастичном парализом.

## Узрок
Полиомијелитис узрокује инфекција чланом рода Enterovirus познатим као полиовирус (ПВ). Ова група РНК вируса колонизује гастроинтестинални тракт — специфично ждрело и црева. Време инкубације (до првих знакова и симптома) је у опсегу од три до 35 дана, са чешћим опсегом од шест до 20 дана. ПВ инфицира и узрокује болест само код људи. Његова структура је веома једноставна. Он се састоји од једног (+) кодирајућег РНК генома уоквиреног протеинском љуском званом капсид. Поред заштите вирусног генетичког материјала, капсидни протеини омогућавају полиовирусу да уђе у поједине типове ћелија. Три серотипа полиовируса су била идентификована — полиовирус тип 1 (ПВ1), тип 2 (ПВ2), и тип 3 (ПВ3) — сваки од којих са донекле другачијим капсидним протеином. Сва три су екстремно вирулентна и производе исте симптоме болести. ПВ1 је форма која се најчешће среће, и она је најближе повезана са парализом.
Особе које су изложене вирусу, било путем инфекције или имунизацијом са полио вакцином, развијају имунитет. Код имуних индивидуа, IgA антитела против полиовируса су присутна у крајницима и гастроинтестиналном тракту, и имају способност блокирања вирусне репликације; IgG и IgM антитела против ПВ могу да спрече ширење вируса до моторних неурона централног нервног система. Инфекција или вакцинација са једним серотипом полиовируса не пружа имунитет против других серотипова, и пун имунитет захтева излагање свим серотиповима.
Ретка болест са сличном презентацијом, неполиовирусни полиомијелитис, може да буде резултат инфекција са неполиовирусним ентеровирусима.

### Трансмисија
Полиомијелитис је воема инфективан путем фекално-оралне (интестинални извор) и орално-оралне (орофарингални извор) руте. У ендемским областима, дивљи полиовируси могу да инфицирају виртуално целокупну људску популацију. Он је сезонски у умереним климатским пределима, при чему се врхунац трансмисије јавља у лето и јесен. Ове сезонске разлике су далеко мање изражене у тропским областима. Време између првог излагања и првих симптома, познато као инкубациони период, је обично 6 до 20 дана, са максималним опсегом од 3 до 35 дана. Вирусне честице се излучују у фекалијама током неколико недеља након иницијалне инфекције. Болест се превасходно преноси путем фекално-оралне руте, уносом контаминиране хране и воде. Он се повремено преноси путем орално-оралне руте, модом који је посебно видљив у областима са добром санитацијом и хигијеном. Полио је најинфективнији између 7 и 10 дана пре и након појаве симптома, мада је трансмисија могућа докле год вирус остаје у пљувачки и фекалијама.
Фактори који повећавају ризик од полио инфекције или утичу на јачину болести су имунодефицијенција, неухрањеност, физичка активност непосредно након почетка парализе, повреда скелетних мишића услед инјекције вакцина или терапеутских агенаса, и трудноћа. Мада вирус може да прође кроз матерично-фетусну баријеру током трудноће, изгледа да на фетус не утиче било материнска инфекција нити полио вакцинација. Мајчина антитела исто тако могу да прођу кроз постељицу, те пружају пасивни имунитет који штити одојче од полио инфекције током првих неколико месеци живота.
Као предострожност против инфекције, јавни базени за пливање су обично затворени у погођеним областима током епидемија полиомијелитиса.

## Вакцинација
За заштиту од полиомијелитиса данас постоје ефикасне вакцине. Прву вакцину је 1952. развио Џонас Салк, а ово отриће је јавно објављено 1955. Алберт Сабин је творац оралне полио вакцине која је у употреби од 1962. Обе ове вакцине су у употреби данас.
Применом масовне вакцинације, случајеви полиомијелитиса су у развијеном свету драматично редуковани. Светска здравствена организација и УНИЦЕФ су 1988. започели кампању искорењивања ове болести. Године 1988. у свету је регистровано 350.000 случајева дечје парализе, што је сведено на 1.310 случајева 2007. Амерички континент је проглашен континентом без ове болести 1994. Године 2000, потврђено је да је полио искорењен у Кини, Аустралији и 36 пацифичких земаља. У Европи се то догодило 2002. Од 2006, случајеви полиомијелитиса су забележени у 4 земље: Нигерији, Индији, Пакистану и Авганистану.
Године 2011. појавило се 10 нових случајева полиомијелитиса у кинеској провинцији Синкјанг. Сви они су увезени из Пакистана. У току је велика акција вакцинације са циљем сузбијања ове заразе.

## Истраживање
Полиовирус антивирална иницијатива је започела 2007. године са циљем развоја антивирусних лекова за полио. Неколико потенцијалних кандидата је иницирано, али ни један није напредовао изван фазе II клиничких испитивања.